# Bannermans toerako
Bannermans toerako (Tauraco bannermani) is een vogel die behoort tot de familie Musophagidae (toerako's). Het is een bedreigde, endemische vogelsoort in Kameroen. De vogel werd in 1923 door George Latimer Bates beschreven en als eerbetoon vernoemd naar de Britse vogelkundige David Armitage Bannerman.

## Kenmerken
De vogel is gemiddeld 43 cm lang en lijkt sterk op de roodkuiftoerako met ook een duidelijke, geheel rode kuif, waarbij het rood iets minder doorloopt tot achter op de nek. De veren rond het oog zijn grijs, de snavel is geel met rood op de bovensnavel. Verder is de vogel geheel glanzend groen van boven en heeft rood gekleurde hand- en (gedeeltelijk) armpennen, die pas in vlucht goed zichtbaar worden. Het verenkleed is bij beide geslachten gelijk.

## Verspreiding en leefgebied
Deze soort is endemisch in Nord-Ouest (Kameroen). Het is een vogel die afhankelijk is van natuurlijk bos met grote, vruchtdragende bomen, maar ook wordt aangetroffen in gedegradeerd bos, mits daar stukjes ongerept bos in de buurt zijn. Het leefgebied bestaat uit bergbossen op hoogten tussen 2200 en 2600 m boven zeeniveau. In laagland wordt eerder de groene toerako gezien.

## Status
Bannermans toerako heeft een beperkt verspreidingsgebied en daardoor is de kans op uitsterven aanwezig. De grootte van de populatie werd in 2016 door BirdLife International geschat op 1500 tot 7000 individuen en de populatie-aantallen nemen af door habitatverlies. Het leefgebied wordt aangetast door ontbossing waarbij natuurlijk bos wordt aangestoken en verbrand om plaats te maken voor diverse vormen van agrarisch gebruik zoals beweiding. Om deze redenen staat deze soort als bedreigd op de Rode Lijst van de IUCN.
Er gelden beperkingen voor de handel in deze vogel, want de soort staat in de Bijlage II van het CITES-verdrag.